# Coupe des champions de la CONCACAF 1993
Navigation
Édition précédente Édition suivante
La Coupe des champions de la CONCACAF 1993 était la vingt-neuvième édition de cette compétition.
Il y a eu un changement de format lors de cette édition, en effet les quatre équipes qualifiées pour la phase finale se disputaient le titre au sein d'un mini championnat dont le vainqueur était la mieux placée des quatre.
La phase finale s'est jouée à Guatemala City et a été remportée par le Deportivo Saprissa devant le FC León..

## Participants
Un total de 32 équipes provenant d'un maximum de 17 nations pouvaient participer au tournoi. Elles appartenaient aux zones Amérique du Nord, Amérique centrale et Caraïbes de la CONCACAF.
Le tableau des clubs qualifiés était le suivant :
| Nation                      | Club                      | Raison de qualification                         |
| Zone Amérique centrale/Nord |                           |                                                 |
| Deuxième tour               |                           |                                                 |
| Mexique                     | FC León                   | Champion du Mexique 1991-92.                    |
| Mexique                     | CF Puebla                 | Second du championnat du Mexique 1991-92.       |
| Costa Rica                  | LD Alajuelense            | Champion du Costa Rica 1991-92.                 |
| Costa Rica                  | Deportivo Saprissa        | Second du championnat du Costa Rica 1991-92.    |
| Honduras                    | CD Motagua                | Champion du Honduras 1991-92.                   |
| Salvador                    | Luis Ángel Firpo          | Champion du Salvador 1991-92.                   |
| Guatemala                   | CSD Municipal             | Champion du Guatemala 1991-92.                  |
| Premier tour                |                           |                                                 |
| Honduras                    | Real España               | Second du championnat du Honduras 1991-92.      |
| Salvador                    | Alianza FC                | Second du championnat du Salvador 1991-92.      |
| Guatemala                   | CSD Comunicaciones        | Second du championnat du Guatemala 1991-92.     |
| États-Unis                  | Hercules                  | Méthode de qualification inconnue.              |
| Panama                      | CD Plaza Amador           | Champion du Panama 1992.                        |
| Panama                      | Sporting Colón            | Second du championnat du Panama 1992.           |
| Nicaragua                   | Diriangén FC              | Champion du Nicaragua 1992.                     |
| Nicaragua                   | Juventus Managua          | Second du championnat du Nicaragua 1992.        |
| Belize                      | Acros Carib Verdes        | Champion du Belize 1992-93.                     |
| Belize                      | Juventus                  | Second du championnat du Belize 1992-93.        |
| Zone Caraïbes               |                           |                                                 |
| Deuxième tour               |                           |                                                 |
| Guadeloupe                  | La Juventa des Abymes     | Méthode de qualification inconnue.              |
| Premier tour                |                           |                                                 |
| Guadeloupe                  | L'Étoile de Morne-à-l'Eau | Méthode de qualification inconnue.              |
| Haïti                       | Tempête FC                | Champion d'Haïti 1992-93.                       |
| Martinique                  | Aiglon du Lamentin        | Champion de la Martinique 1991-92.              |
| Martinique                  | Club Franciscain          | Second du championnat de la Martinique 1991-92. |
| Antilles néerlandaises      | RKVFC Sithoc              | Championnat de Curaçao 1992.                    |
| Antilles néerlandaises      | SV Juventus               | Second du Championnat de Curaçao 1992.          |
| Guyane                      | AS Club Colonial          | Champion de Guyane 1991-92.                     |
| Guyane                      | ASL Sport Guyanais        | Second du championnat de Guyane 1991-92.        |
| Trinité-et-Tobago           | Trintoc FC                | Méthode de qualification inconnue.              |
| Trinité-et-Tobago           | Hawks FC                  | Méthode de qualification inconnue.              |
| Suriname                    | SV Leo Victor             | Champion du Surinam 1992                        |
| Suriname                    | SV Robinhood              | Vice-champion du Surinam 1992                   |
| Îles Vierges des États-Unis | Zion Inter                | Méthode de qualification inconnue.              |
| Îles Vierges des États-Unis | Coca Cola Rovers          | Méthode de qualification inconnue.              |

## Calendrier
| Tour                          | Nom                    | Date                   | Équipes participantes | Équipes restantes |
| Phase de qualification (1993) |                        |                        |                       |                   |
| 1                             | Phase de qualification | 12 mars - 22 septembre | 32                    | 32 à 4            |
| Phase finale (1993)           |                        |                        |                       |                   |
| 1                             | Matchs 1               | 1er décembre           | 4                     | 4 à 1             |
| 2                             | Matchs 2               | 3 décembre             | 4                     | 4 à 1             |
| 3                             | Matchs 3               | 5 décembre             | 4                     | 4 à 1             |

## Compétition

### Phase de qualification

#### ZoneAmérique centrale/Nord

##### Premier tour
Le Hercules a déclaré forfait avant la première confrontation, la CONCACAF a alors déclaré vainqueur son adversaire.
| Date                 | Pays | Club               | Aller   | Retour  | Club               | Pays | Commentaire            |
| 18 / 24 avril 1993   |      | Acros Carib Verdes | 1-2     | 0-3     | Real España        |      |                        |
| 23 mai / 2 juin 1993 |      | Juventus           | Forfait | Forfait | Hercules           |      |                        |
| 23 mai / 2 juin 1993 |      | Diriangén FC       | 0-2     | 1-3     | Alianza FC         |      |                        |
| 26 mai / 6 juin 1993 |      | Sporting Colón     | 0-1     | 1-3     | CSD Comunicaciones |      |                        |
| 28 / 30 mai 1993     |      | CD Plaza Amador    | 5-0     | 4-0     | Juventus Managua   |      | Matchs joués au Panama |

##### Deuxième tour
| Date                   | Pays | Club               | Aller | Retour | Club             | Pays | Commentaire       |
| 23 mai / 2 juin 1993   |      | CD Plaza Amador    | 2-2   | 0-6    | Luis Ángel Firpo |      |                   |
| 23 / 30 juin 1993      |      | CSD Comunicaciones | 2-1   | 0-4    | LD Alajuelense   |      |                   |
| 23 / 30 juin 1993      |      | Juventus           | 1-3   | 0-5    | CD Motagua       |      |                   |
| 23 / 30 juin 1993      |      | Alianza FC         | 0-2   | 1-3    | CSD Municipal    |      |                   |
| 18 / 24 août 1993      |      | Real España        | 0-0   | 0-4    | FC León          |      |                   |
| 21 août / 2 sept. 1993 |      | Deportivo Saprissa | 1-1   | 0-0    | CF Puebla        |      | Tirs au but : 6-5 |

##### Troisième tour
| Date                   | Pays | Club               | Aller | Retour | Club             | Pays | Commentaire |
| 19 / 22 septembre 1993 |      | LD Alajuelense     | 0-0   | 1-2    | FC León          |      |             |
| 19 / 22 septembre 1993 |      | CD Motagua         | 0-1   | 0-1    | CSD Municipal    |      |             |
| 19 / 22 septembre 1993 |      | Deportivo Saprissa | 2-0   | 1-2    | Luis Ángel Firpo |      |             |

#### ZoneCaraïbes

##### Premier tour
Le SV Juventus, le Zion Inter, le Tempête FC et le Hawks FC ont déclaré forfait avant les premières confrontations, la CONCACAF a alors déclaré vainqueur leurs adversaires.
| Date              | Pays | Club               | Aller   | Retour  | Club                      | Pays | Commentaire |
| 12 / 14 mars 1993 |      | Trintoc FC         | Forfait | Forfait | SV Juventus               |      |             |
| 14 mars 1993      |      | Zion Inter         | Forfait | Forfait | L'Étoile de Morne-à-l'Eau |      |             |
| 17 / 23 mars 1993 |      | Club Franciscain   | 10-1    | 6-2     | Coca Cola Rovers          |      |             |
| 17 / 30 mars 1993 |      | Aiglon du Lamentin | Forfait | Forfait | Tempête FC                |      |             |
| 17 / 30 mars 1993 |      | RKVFC Sithoc       | Forfait | Forfait | Hawks FC                  |      |             |
| 17 / 30 mars 1993 |      | AS Club Colonial   | 01      | 0-1     | SV Robinhood              |      |             |
| 17 / 31 mars 1993 |      | SV Leo Victor      | 0-0     | 1-3     | ASL Sport Guyanais        |      |             |

##### Deuxième tour
| Date               | Pays | Club                  | Aller | Retour | Club                      | Pays | Commentaire |
| 7 / 21 avril 1993  |      | La Juventa des Abymes | 0-1   | 0-2    | Club Franciscain          |      |             |
| 7 / 21 avril 1993  |      | Aiglon du Lamentin    | 3-0   | 0-0    | L'Étoile de Morne-à-l'Eau |      |             |
| 7 / 21 avril 1993  |      | RKVFC Sithoc          | 2-1   | 0-3    | SV Robinhood              |      |             |
| 22 / 28 avril 1993 |      | Trintoc FC            | 2-0   | 1-1    | ASL Sport Guyanais        |      |             |

##### Troisième tour
| Date            | Pays | Club             | Aller | Retour | Club               | Pays | Commentaire |
| 5 / 12 mai 1993 |      | Club Franciscain | 1-1   | 0-2    | Aiglon du Lamentin |      |             |
| 5 / 14 mai 1993 |      | SV Robinhood     | 1-0   | 0-0    | Trintoc FC         |      |             |

##### Quatrième tour
| Date             | Pays | Club               | Aller | Retour | Club         | Pays | Commentaire |
| 4 / 16 juin 1993 |      | Aiglon du Lamentin | 1-0   | 1-3    | SV Robinhood |      |             |

### Phase Finale
| Date              | Pays | Club               | Score | Club               | Pays |
| 1er décembre 1993 |      | Deportivo Saprissa | 2-2   | FC León            |      |
| 1er décembre 1993 |      | CSD Municipal      | 3-0   | SV Robinhood       |      |
| 3 décembre 1993   |      | FC León            | 4-0   | SV Robinhood       |      |
| 3 décembre 1993   |      | CSD Municipal      | 0-0   | Deportivo Saprissa |      |
| 5 décembre 1993   |      | Deportivo Saprissa | 9-1   | SV Robinhood       |      |
| 5 décembre 1993   |      | CSD Municipal      | 0-0   | FC León            |      |

| Rang | Équipe             | Pts | J | G | N | P | Bp | Bc | Diff |
| ---- | ------------------ | --- | - | - | - | - | -- | -- | ---- |
| 1    | Deportivo Saprissa | 4   | 3 | 1 | 2 | 0 | 11 | 3  | +8   |
| 2    | FC León            | 4   | 3 | 1 | 2 | 0 | 6  | 2  | +4   |
| 3    | CSD Municipal      | 4   | 3 | 1 | 2 | 0 | 3  | 0  | +3   |
| 4    | SV Robinhood       | 0   | 3 | 0 | 0 | 3 | 1  | 16 | -15  |

| Champion de la CONCACAF 1993     |
| -------------------------------- |
| Drapeau du Costa Rica            |
| Deportivo Saprissa Premier Titre |